# Forța răului
A nu se confunda cu Forța răului (film din 2005)
Forța răului (engleză: Force of Evil) (1948) este un film noir regizat de Abraham Polonsky care deja își câștigase un renume ca scenarist, cel mai notabil fiind filmul Body and Soul (1947). La fel ca și în Body and Soul, în acest film apare John Garfield.  Filmul este o adaptare a lui Abraham Polonsky și a Irei Wolfert după romanul lui Wolfert Tucker's People.
În 1994, Forța răului a fost selectat pentru conservare în Registrul Național de Film al SUA de către Biblioteca Congresului, fiind considerat "important din punct de vedere cultural, istoric sau estetic".

## Prezentare
Avocatul Joe Morse (John Garfield) vrea să consolideze toate afacerile mici într-o operațiune mult mai mare mare și mai puternică. Dar fratele său Leo (Thomas Gomez) este unul dintre acești afaceriști mărunți care vrea ca lucrurile să rămână așa, preferând să nu se aibă de-a face cu gangsterii care domină de mult timp.

## Distribuție
- John Garfield ca Joe Morse
- Beatrice Pearson ca Doris Lowry
- Thomas Gomez ca Leo Morse
- Marie Windsor ca Edna Tucker
- Howland Chamberlain ca  Frederick "Freddie" Bauer
- Roy Roberts ca Ben Tucker
- Paul Fix ca Bill Ficco
- Stanley Prager ca Wally
- Barry Kelley ca Det. Egan
- Beau Bridges ca Frankie Tucker

## Primire

### ListeleInstitutului American de Film
- AFI's 100 Years...100 Movies - Nominalizare[4]
- AFI's 10 Top 10 - Nominalizare la Filmele cu Gangsteri[5]